# Chorisodontium speciosum
Chorisodontium speciosum är en bladmossart som beskrevs av Brotherus 1924. Chorisodontium speciosum ingår i släktet Chorisodontium och familjen Dicranaceae. Inga underarter finns listade i Catalogue of Life.